# Тисон, Андре
Андре Альфред Тисон (фр. André Alfred Tison; 26 февраля 1885, Париж — 25 декабря 1963, Сен-Мор-де-Фоссе) — французский легкоатлет, выступавший в толкании ядра, метании диска и копья и прыжках в длину. Участник летних Олимпийских игр 1908, 1912 и 1920 годов.

## Биография
Андре Тисон родился 26 февраля 1885 года в Париже.
Выступал в легкоатлетических соревнованиях за «Со» (до 1895 года), парижский «Расинг» (1897—1912) и Парижский университетский клуб (с 1913 года).
16 раз выигрывал чемпионат Франции: семь раз в толкании ядра (1905, 1907—1908, 1910—1911, 1913—1914), девять раз — в метании диска (1907—1914, 1920). Также на его счету пять серебряных медалей в толкании ядра (1909, 1912, 1919—1920) и метании копья (1913) и бронза в метании диска (1919).
Четыре раза устанавливал рекорды Франции в толкании ядра (1905—1909) и метании диска (1908—1913).
В 1906 году вошёл в состав сборной Франции на внеочередных летних Олимпийских играх в Афинах. В прыжках в длину с места занял 22-е место, показав результат 2,66 метра и уступив 0,64 метра завоевавшему золото Рэю Эури из США. В толкании ядра занял 4-е место, показав результат 11,02 метра и уступив 1,305 метра завоевавшему золото Мартину Шеридану из США. В метании диска занял 5-е место, показав результат 34,81 метра и уступив 6,65 метра завоевавшему золото Мартину Шеридану. Также был заявлен в метании диска в греческом стиле, но не вышел на старт.
В 1908 году вошёл в состав сборной Франции на летних Олимпийских играх в Лондоне. В толкании ядра не попал в восьмёрку лучших. В метании диска занял 8-е место, показав результат 38,30 метра и уступив 2,28 метра завоевавшему золото Мартину Шеридану. Также был заявлен в метании диска в греческом стиле, но не вышел на старт.
В 1912 году вошёл в состав сборной Франции на летних Олимпийских играх в Стокгольме. В толкании ядра занял 9-е место с результатом 12,41 метра, уступив 2,37 метра завоевавшему золото Пэту Макдональду из США. В метании диска занял 30-е место с результатом 34,73 метра, уступив 9,18 метра победителю Армасу Тайпале из Финляндии. Также был заявлен в метании копья, но не вышел на старт.
В 1920 году вошёл в состав сборной Франции на летних Олимпийских играх в Антверпене. В метании диска занял 11-е место в квалификации, показав результат 37,35 метра и уступив 2,06 метра попавшему в финал с 6-го места Аллану Эрикссону из Швеции. Также был заявлен в толкании ядра, но не вышел на старт.
Умер 25 декабря 1963 года в пригороде Парижа Сен-Мор-де-Фоссе.

## Личные рекорды
- Толкание ядра — 13,495 (1910)[2]
- Метание диска — 41,90 (1909)[2]